# Byron Ritchie
Byron Ritchie (* 24. April 1977 in Burnaby, British Columbia) ist ein ehemaliger kanadischer Eishockeyspieler, der im Verlauf seiner aktiven Karriere zwischen 1993 und 2017 unter anderem 332 Spiele für die Carolina Hurricanes, Florida Panthers, Calgary Flames und Vancouver Canucks in der National Hockey League (NHL) auf der Position des Centers bestritten hat. Einen signifikanten Teil seiner aktiven Laufbahn verbrachte Ritchie zudem in den europäischen Ligen, wo er unter anderem beim SC Bern spielte, mit dem er im Jahr 2013 Schweizer Meister wurde. Sein Schwager Andreas Johansson war ebenfalls professioneller Eishockeyspieler und in der NHL aktiv.

## Karriere
Ritchie begann seine Karriere als Eishockeyspieler bei den Lethbridge Hurricanes, für die er von 1993 bis 1997 in der kanadischen Juniorenliga Western Hockey League (WHL) aktiv war und in der Saison 1996/97 den President’s Cup als WHL-Meister gewann. Im NHL Entry Draft 1995 wurde er in der siebten Runde als insgesamt 165. Spieler von den Hartford Whalers ausgewählt, spielte allerdings nie für das Team. Nach deren Umsiedlung 1997 schloss sich der Angreifer deren Nachfolgeteam Carolina Hurricanes an, für die er in der Saison 1998/99 sein Debüt in der National Hockey League (NHL) gab. Dabei blieb er in drei Spielen punkt- und straflos. Den Rest der ersten beiden Jahre verbrachte er allerdings bei deren Farmteam aus der American Hockey League (AHL), Beast of New Haven. Von 1999 bis 2001 stand er überwiegend für den neuen Kooperationspartner der Hurricanes, die Cincinnati Cyclones aus der International Hockey League (IHL), auf dem Eis.

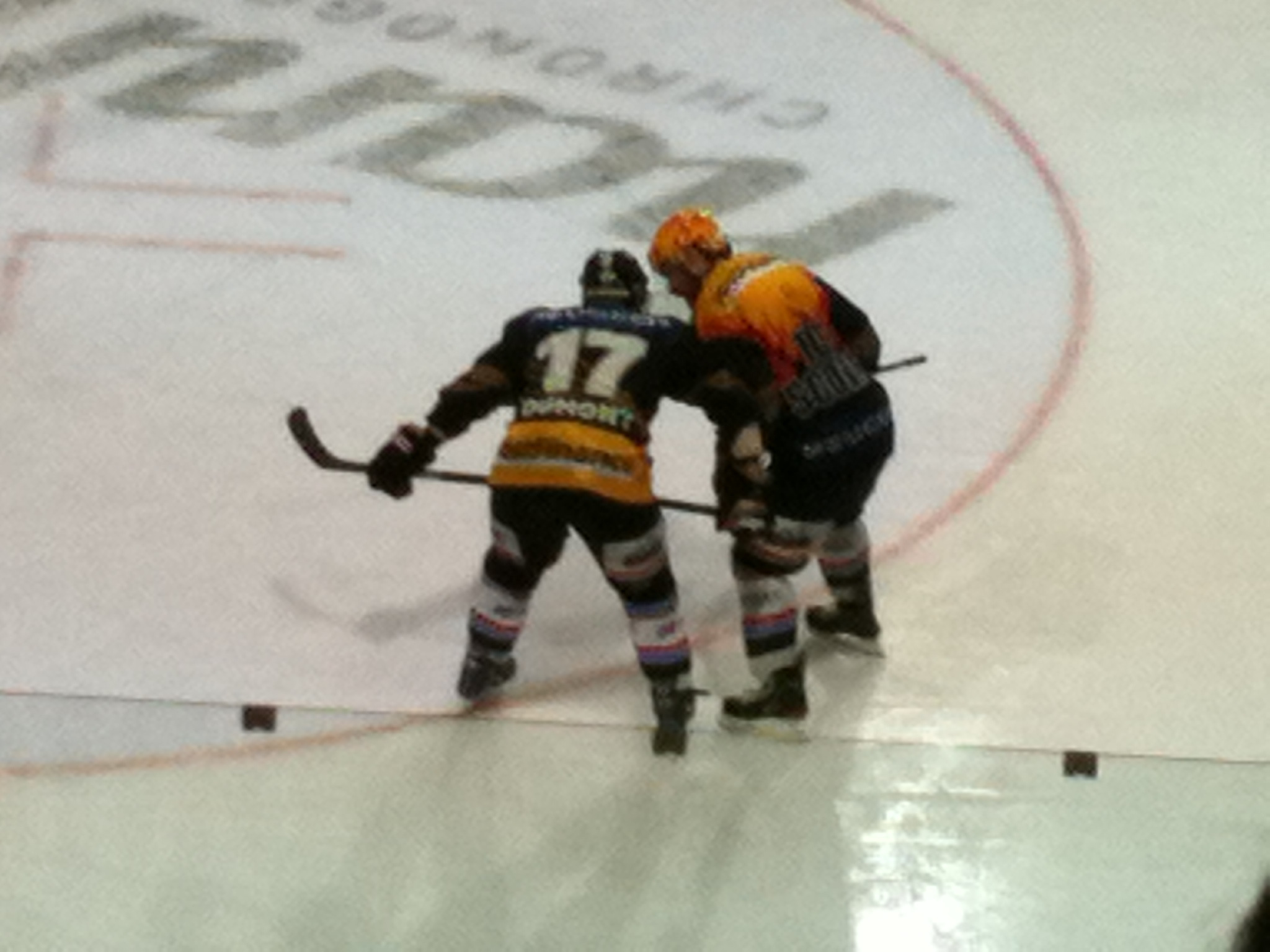
Ritchie (rechts) im Trikot des SC Bern

Die Saison 2001/02 begann Ritchie erneut in Carolina, spielte hauptsächlich jedoch für die Lowell Lock Monsters in der AHL, ehe er Mitte Januar 2002 zusammen mit dem Letten Sandis Ozoliņš im Tausch für Bret Hedican, Kevyn Adams und Tomáš Malec an die Florida Panthers abgegeben wurde. Im Franchise aus Florida hatte der Linksschütze in den folgenden zweieinhalb Jahren einen Stammplatz. Einzig während der Spielzeit 2002/03 lief er parallel in 29 Spielen für deren AHL-Farmteam San Antonio Rampage auf. Anfang Juli 2004 unterschrieb er als Free Agent einen Vertrag bei den Calgary Flames.
Den Lockout während der NHL-Saison 2004/05 überbrückte der Kanadier jedoch bei Rögle BK in der HockeyAllsvenskan, der zweiten schwedischen Spielklasse. Von 2005 bis 2007 spielte der Kanadier in über 100 Spielen für Calgary in der NHL. Nach einem Jahr bei den Vancouver Canucks wechselte er zur Saison 2008/09 zum Genève-Servette HC in die Schweizer National League A (NLA). Daraufhin nahm er ein Angebot vom belarussischen Hauptstadtklub HK Dinamo Minsk aus der Kontinentalen Hockey-Liga (KHL) an. Nach nur einer Saison verließ er Dinamo und wechselte wieder nach Schweden zu MODO Hockey aus Örnsköldsvik. Dort war der Angreifer ebenso eine Spielzeit aktiv.
Im April 2011 unterschrieb Ritchie einen Vertrag über zwei Jahre beim Schweizer Nationalligisten SC Bern. Im November 2012 erfolgte eine Vertragsverlängerung für weitere zwei Jahre bis zum Ende der Saison 2014/15. Im Jahr 2013 gewann er mit dem SCB den Schweizer Meistertitel, zwei Jahre später ließ er den Gewinn des Schweizer Cups folgen. Zudem war er beim Spengler Cup 2012 mit der Auswahlmannschaft des Team Canada erfolgreich gewesen. Zum Abschluss seiner Laufbahn kehrte er von 2015 bis 2017 wieder zu MODO Hockey nach Schweden zurück, ehe er im März 2017 kurz vor seinem 40. Geburtstag sein Karriereende bekannt gab.

### International
Für sein Heimatland Kanada bestritt Ritchie im Rahmen des Deutschland Cup 2008 eine Partie. 

## Erfolge und Auszeichnungen
| - 1996 WHL East Second All-Star Team - 1997 President’s-Cup-Gewinn mit den Lethbridge Hurricanes - 1997 WHL East Second All-Star Team - 1997 Memorial Cup All-Star Team - 2012 Schweizer Vizemeister mit dem SC Bern | - 2012 Spengler-Cup-Gewinn mit dem Team Canada - 2013 Schweizer Meister mit dem SC Bern - 2013 NLA Media All-Star-Team - 2015 Schweizer Cupsieger mit dem SC Bern |

## Karrierestatistik
(Legende zur Spielerstatistik: Sp oder GP = absolvierte Spiele; T oder G = erzielte Tore; V oder A = erzielte Assists; Pkt oder Pts = erzielte Scorerpunkte; SM oder PIM = erhaltene Strafminuten; +/− = Plus/Minus-Bilanz; PP = erzielte Überzahltore; SH = erzielte Unterzahltore; GW = erzielte Siegtore; 1 Play-downs/Relegation; Kursiv: Statistik nicht vollständig)